# Épithélite rétinienne aiguë
 (juin 2023).
L'épithélite rétinienne aiguë ou ARPE (acute retinal pigment epitheliitis) est une affection rare de l'œil, de diagnostic difficile. Elle survient chez l'homme comme chez la femme et entraine une baisse d'acuité visuelle brutale, parfois bilatérale. L'étiologie reste indéterminée, mais survient fréquemment après un épisode viral de type pseudo-grippal ou un épisode de stress inflammatoire.  

## Fond d'œil / rétinographie

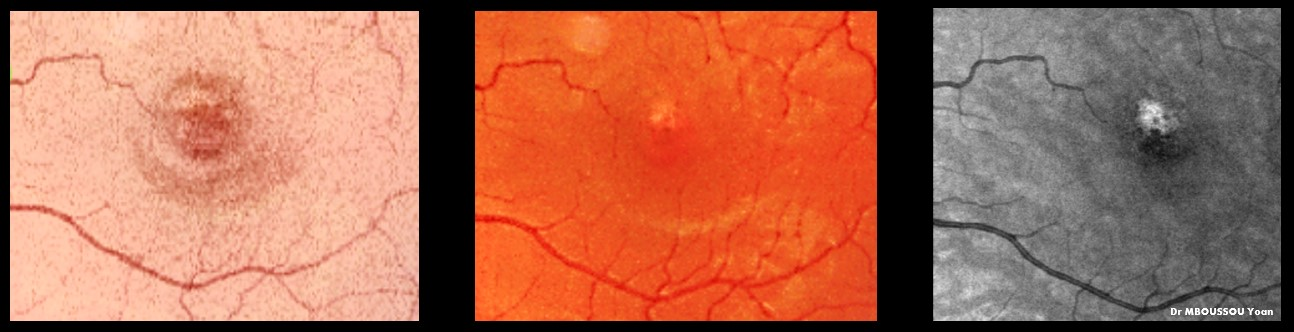
hypopigmentation au cours de la maladie de krill (acute retinal epitheliitis retinography)

Les signes cliniques sont discrets et sont caractérisés par de fins remaniements pigmentaires au niveau de la fovéa entourés d'un halo hypo pigmenté jaunâtre. 

## OCT

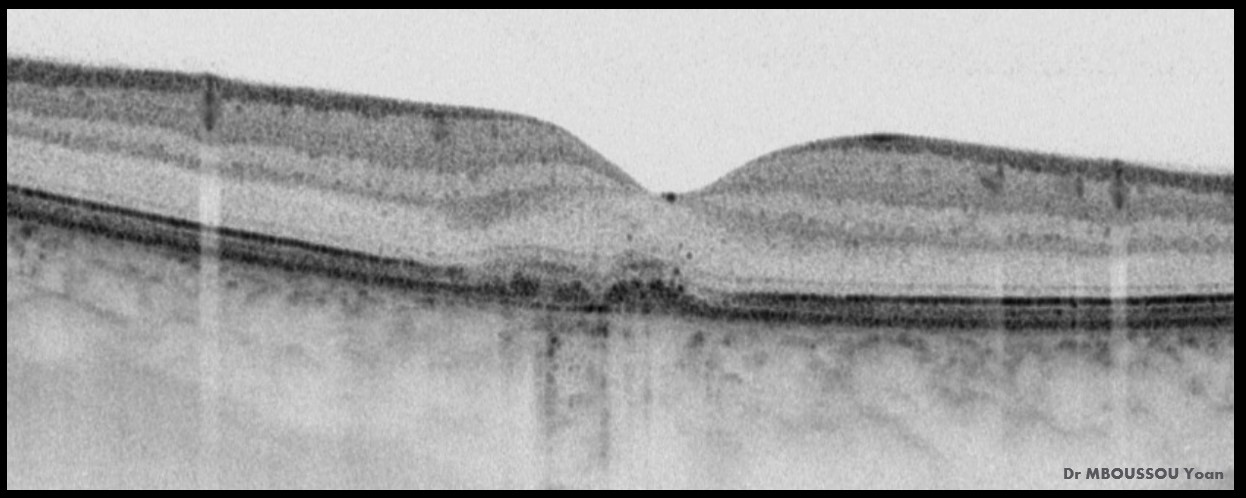
disruption of interdigitation zone and alteration of ellipsoid zone in krill disease (acute rétinal pigment epitheliitis retinography)

On retrouve une interruption de la couche d'interdigitation avec un soulèvement de la couche ellipsoide associé à des dépôts hyperréflectifs remontant vers la limitante externe au niveau de la fovéa. 

## Pronostic
Dans la majorité des cas le pronostic est favorable et la récupération visuelle s'effectue en 6 à 12 semaines sans traitement. Les traitements par corticoïdes sont déconseillés. Les signes OCT disparaissent dans la plus par des cas, même si occasionnellement des anomalies peuvent persistés au niveau de la zone ellipsoïde associé à un récupération de la vue incomplète.